# Vojvodina Gelders
Gelders ali Gueldres (nizozemsko Gelre, francosko Gueldre, nemško Geldern) je zgodovinska grofija, kasneje vojvodina Svetega rimskega cesarstva, ki se nahaja v Nizozemskih deželah.

## Geografija
Vojvodina je dobila ime po mestu Geldern (Gelder) v današnji Nemčiji. Čeprav sedanja provinca Gelderland na Nizozemskem zavzema večino območja, je nekdanje vojvodstvo obsegalo tudi dele sedanje nizozemske province Limburg in tista ozemlja v današnji nemški deželi Severno Porenje - Vestfalija ki jih je leta 1713 pridobila Prusija.
Štirje deli vojvodine so imeli svoja središča, saj so bili ločeni z rekami:
- četrt Roermond, imenovana tudi Zgornja četrt ali Zgornji Gelders – gorvodno na obeh straneh Maasa, ki obsega mesto Geldern ter Erkelenz, Goch, Nieuwstadt, Venlo in Straelen;

prostorsko ločeno od spodnjih četrti (Gelderland):
- četrt grofije Zutphen, imenovana tudi Achterhoek – vzhodno od IJssela in severno od Rena, vključno z Doesburgom, Doetinchemom, Groenlom in Lochemom ;
- četrt Veluwe z Arnhemom kot prestolnico – zahodno od IJssela in severno od Rena, z Elburgom, Harderwijkom, Hattemom in Wageningenom ;
- četrt Nijmegen, vključno z Betuwejem – južno od Rena in severno od Maasa (med rekama), vključno z Gendtom, Maasbommelom, Tielom in Zaltbommelom

## Zgodovina
Grofija je nastala okoli leta 1096, ko je bil Gerard III. Wassenberg prvič dokumentiran kot "grof Gelders". Takrat se je nahajal na ozemlju Spodnje Lorene, na območju Gelderna in Roermonda, z glavno trdnjavo v Montfortu (zgrajena 1260). Sin grofa Gerarda Gerard II. je leta 1127 s poroko pridobil grofijo Zutphen v severnem Hamalandu . V 12. in 13. stoletju se je Gelders hitro razširil dolvodno ob straneh rek Maas, Ren in IJssel in celo zahteval nasledstvo v vojvodini Limburg, dokler ni leta 1288 izgubil bitko pri Worringenu proti vojvodinama Bergu in Brabantu.
Gelders je bil pogosto v vojni s svojimi sosedi, ne le z Brabantom, ampak tudi z grofijo Holandijo in škofijo Utrecht. Vendar pa njeno ozemlje ni raslo le zaradi uspeha v vojskovanju, ampak tudi zato, ker je uspevalo v času miru. Na primer, večji del Veluwe in mesto Nijmegen so dali v zavarovanje Gelderjem njihovi vladarji brez denarja. Ob ločenih priložnostih je v zameno za posojila iz zakladnice Gelders utrechtski škof odobril obdavčitev in upravljanje regije Veluwe, Viljem II. pa je bil tako Holandski kot Zeelandski grof, ki je bil izvoljen za protikralja Svetega rimskega cesarstva (1248–1256) – podobno podelil enake pravice nad Nijmegenom; ker se nobeden od vladarjev ni izkazal za sposobnega odplačati svojih dolgov, so te dežele postale sestavni del Geldersa. 
Leta 1339 je cesar Ludvik IV. Wittelsbaški grofa Reginalda II. Gelderskega (tudi Rainald) iz hiše Wassenberg povzdignil v vojvodo. Potem ko je linija Wassenberg izumrla leta 1371 po smrti sinov Reginalda II.  Edvarda II. brez otrok (24. avgusta zaradi ran, dobljenih v bitki pri Baesweilerju ) in Reginalda III. (4. decembra), je sledila vojna za nasledstvo Gueldersa, iz katere je prišel kot zmagovalec Viljem I. Jülich. Viljem je bil leta 1379 potrjen kot dedič Geldersa, od leta 1393 pa je imel obe vojvodini v personalni uniji (v Gelders kot Viljem I. in v Jülichu kot Viljem III.). Leta 1423 je Gelders prešel v oblast dinastije/rodu Egmond, ki je dobila priznanje od cesarja Sigismunda Luksemburškega, vendar se ni mogla izogniti političnim prepirom in medsebojnim spopadom, ki so tako pestili  dinastijo Jülich-Hengebach in še posebej, pritisk, ki so ga izvajali ekspanzionistični vladarji vojvodine Burgundije. Prvi vojvoda Egmondski, Arnold, je trpel zaradi upora svojega sina Adolfa, ki ga je naslednjega leta 1465 celo zaprl. Adolf, ki je med svojim uporom užival podporo burgundskega vojvode Filipa III. ("Dobrega") in štirih večjih mest Geldersa, ni hotel skleniti kompromisa s svojim očetom, ko je to zahteval Filipov naslednik, vojvoda Karel Drzni. Karel je leta 1471 dal ujeti in zapreti vojvodo Adolfa ter ponovno postavil Arnolda na prestol vojvodine Gelders. Karel je nato od vojvode Arnolda kupil vrnitev (tj. pravico nasledstva na prestolu), ki je proti volji mest in zakonu dežele Karlu zastavil svojo vojvodino za 300.000 renških florinov. Kupčija je bila zaključena v letih 1472–1473 in po Arnoldovi smrti leta 1473 je vojvoda Karel dodal Gelders v del "nizozemskih dežel" svojega Burgundske Nizozemske. Po Karlovem porazu in smrti v bitki pri Nancyju januarja 1477 so Flamci izpustili vojvodo Adolfa iz zapora, vendar je umrl istega leta na čelu flamske vojske, ki je oblegala Tournai, potem ko so ga Stanovi Geldersa ponovno priznali kot vojvodo. Kasneje je Geldersu vladal habsburški cesar Svetega rimskega cesarstva Maksimilijan I., mož hčerke Karla Drznega in njegove dedinje Marije.
Zadnji neodvisni vojvoda Gelderski je bil Adolfov sin Karel Egmondski (1467–1538, vladal 1492–1538), ki je bil vzgojen na burgundskem dvoru Karla Drznega in se je boril za Habsburško hišo v bojih proti vojskam Karla VIII. Francoskega, dokler ni bil ujet v bitki pri Béthunu (1487) med vojno javnega bogastva (znana tudi kot nora vojna ). Leta 1492 so meščani Geldersa, ki so bili razočarani nad vladavino Maksimilijana, odkupili Karla in ga priznali za svojega vojvodo. Karel, ki ga zdaj podpira Francija, se je boril proti Maksimilijanovemu vnuku Karlu Habsburškemu (ki je leta 1519 postal cesar Svetega rimskega cesarstva kot Karel V.) v vojnah Gueldersa in razširil svoje kraljestvo severneje, da bi vključil zdajšnjo provinco Overijssel  Ni bil le človek vojne, ampak tudi izkušen diplomat, zato je lahko ohranil svojo neodvisnost. Vojvodino je zapustil vojvodi Viljemu Bogatemu iz Jülich-Cleves-Berga (znanega tudi kot Viljem Clevesški). Po stopinjah Karla Egmondskega je vojvoda Viljem sklenil zavezništvo s Francijo, zavezništvo, ki je dvomljivo utrjeno z njegovo politično poroko z nečakinjo francoskega kralja Franca I. Jeanne d'Albret (ki naj bi jo morali bičati, da bi se podredila zakonu,, kasneje pa ga je francoska konstabla Ane Montmorency odnesla k oltarju).   To zavezništvo je Viljema spodbudilo, da je izpodbijal terjatev cesarja Karla V. do Geldersa, vendar so se Francozi, ki so bili močno angažirani na več frontah, saj so bili v dolgem boju proti habsburškemu »obkroženju« Francije, izkazali za manj zanesljivega, kot so zahtevale vojvodove ambicije, in on ni mogel obdržati vojvodine; leta 1543 je vojvoda Viljem po pogodbi iz Venla prepustil vojvodino Gelders cesarju. Karel je združil Gelders s sedemnajstimi provincami Habsburške Nizozemske in Gelders je končno izgubil svojo neodvisnost.
Karel V. je abdiciral leta 1556 in odločil, da ozemlja burgundskega kroga prevzame španska krona. Ko se je Nizozemska v nizozemskem uporu uprla španskemu kralju Filipu II., so se tri severne četrti Gelderlanda pridružile Utrechtski uniji in postale del Združenih provinc Republike Nizozemske na podlagi zakona o abjuraciji iz leta 1581, medtem ko je le zgornja četrt ostala del Španske Nizozemske.
Z Utrechtsko pogodbo, s katero se je končala vojna za špansko nasledstvo leta 1713, je bila španska zgornja četrt ponovno razdeljena med Pruski Gelders ( Geldern, Viersen, Horst, Venray), Združene province (Venlo, Montfort, Echt),  (ta del je nadaljeval kot vojvodina: Roermond, Niederkrüchten, Weert ) in vojvodina Jülich ( Erkelenz ). Leta 1795 je Gelders končno osvojila in vključila Francoska prva republika ter razdelila med departmaje Roer in Meuse-Inférieure .

## Grb Gelders
Grb regije se je skozi čas spreminjal.
- pred 1236
- od 1236
- od 1276
- Jülich-Gelders po letu 1393